# Пітьма (телесеріал)
«Пітьма» (англ. Dark) — німецький науково-фантастичний телесеріал з елементами драми та трилеру, створений Бараном бо Одаром і Янт'є Фрізе. Він тривав три сезони з 2017 по 2020 рік. Пітьма показує історію персонажів вигаданого німецького міста Вінден в їх пошуку істини. 
Вони слідують за зв'язками між чотирма відчуженими сім'ями, щоб розгадати зловісну змову, пов'язану з подорожами в часі, яка охоплює кілька поколінь. Серіал досліджує екзистенційне значення часу та його вплив на людську природу.
Серіал є першим оригінальним шоу Netflix, знятим в Німеччині. Прем'єра серіалу відбулася 1 грудня 2017 року. 20 грудня 2017 року Netflix офіційно оголосив про продовження серіалу на другий сезон, який вийшов 21 червня 2019 року. 27 червня 2020 року відбулась прем‘єра третього фінального сезону.
Пітьма отримала визнання критиків за свій тон, візуальні ефекти, акторську майстерність, кастинг, музику, амбіційність та складність розповіді.

## Сюжет
Діти починають зникати з німецького міста Вінден, внаслідок чого почали виявлятися на світ розірвані стосунки, подвійне життя та темне минуле чотирьох сімей, що там живуть, і розкриватись таємниця, яка охоплює чотири покоління.
Перший сезон починається в 2019 році, але згодом часові проміжки розростаються, включаючи 1986 і 1953 роки через подорожі в часі, коли членам сімей, що показуються в серіалі, стає відомо про кротовину в печерній системі під місцевою АЕС. Протягом першого сезону розкриваються секрети сімейств Канвальдів, Нільсенів, Доплерів та Тідеманів, і їхні життя починають руйнуватися, коли ці таємні зв'язки і стосунки розкриваються. Змова включає в себе зниклих дітей та історію міста і його мешканців.
Другий сезон продовжує спроби чотирьох сімей з першого сезону знайти та знову возз'єднатись зі своїми зниклими коханими, через кілька місяців після фіналу першого сезону, у 2020, 1987 та 1954 роках відповідно. Додаткові сюжетні лінії також охоплюють 2053 і 1921 роки. Другий сезон вводить підпільну організацію «Sic Mundus Creatus Est», головну силу в триваючій битві за остаточну долю жителів Віндена та усього світу. Кожна серія сезону своєрідно відлічує час до апокаліпсису.
Третій і останній продовжує історію чотирьох сімей після апокаліпсису 2020 року. Він включає події у 1888, 1954, 1987, 2019, 2020, 2052 та 2053 роках.

## Актори та персонажі
Дія першого сезону розгортається переважно в 2019 році, але включає в себе історії, події яких відбуваються в 1986, 1953 роках і у фінальній сцені першого сезону  2052 році, де кілька персонажів різного віку зображуються декількома акторами.
Дія другого сезону розгортається через кілька місяців після першого, зображуючи історію у 2020, 1987 та 1954 роках відповідно, продовжуючи сюжетну лінію майбутнього в 2053 році та додаючи п’яту сюжетну лінію, дія якої відбувається в 1921 році. 
Третій сезон представляє сюжет, оснований на 1888 році та паралельній реальності з альтернативними версіями багатьох головних героїв.
| Персонаж           | Етап життя | Опис | Актор                   | Сезон                | Сезон                | Сезон                |
| Персонаж           | Етап життя | Опис | Актор                   | 1                    | 2                    | 3                    |
| ------------------ | ---------- | --- | ----------------------- | -------------------- | -------------------- | -------------------- |
| Йонас Канвальд     | дитина     | Молодий хлопець | Йонас Герзабек          | Не з'являється       | Не з'являється       | Запрошена зірка      |
| Йонас Канвальд     | підліток   | Учень середньої школи | Луї Гофман              | Основний персонаж    | Основний персонаж    | Основний персонаж    |
| Йонас Канвальд     | дорослий   | Мандрівник у часі / Незнайомець | Андреас Пічман          | Основний персонаж    | Основний персонаж    | Основний персонаж    |
| Йонас Канвальд     | старий     | Лідер «Sic Mundus» / Адам | Дітріх Голліндербаумер  | Не з'являється       | Основний персонаж    | Основний персонаж    |
| Ханна Канвальд     | підліток   | Ганна Крюґер, школярка | Елла Лі                 | Основний персонаж    | Запрошена зірка      | Запрошена зірка      |
| Ханна Канвальд     | доросла    | Мати Йонаса і дружина Міхаеля, масажистка | Мая Шене                | Основний персонаж    | Основний персонаж    | Основний персонаж    |
| Інес Канвальд      | підліток   | Дочка Даніеля, школярка | Лєна Урзендовскі        | Періодичний персонаж | Не з'являється       | Запрошена зірка      |
| Інес Канвальд      | доросла    | Прийомна мати Міхаеля, медсестра | Анне Ратте-Полле        | Основний персонаж    | Основний персонаж    | Запрошена зірка      |
| Інес Канвальд      | стара      | Бабуся Йонаса | Ангела Вінклер          | Основний персонаж    | Не з'являється       | Не з'являється       |
| Даніель Канвальд   | старий     | Батько Інес, шеф поліції Віндена | Флоріан Панцнер         | Основний персонаж    | Запрошена зірка      | Запрошена зірка      |
| Марта Нільсен      | дитина     | Молода дівчина | Луна Арвен Крюгер       | Не з'являється       | Не з'являється       | Запрошена зірка      |
| Марта Нільсен      | підліток   | Дочка Ульріха і Катаріни, сестра Магнуса і Міккеля, подруга Бартоша і кохана Йонаса                                                                                                  | Ліза Вікарі             | Основний персонаж    | Основний персонаж    | Основний персонаж    |
| Марта Нільсен      | доросла    | Пережила Апокаліпсис в альтернативній реальності, учасниця Erit Lux , знана як «незнайомка»                                                                                          | Nina Kronjäger          | Не з'являється       | Не з'являється       | Основний персонаж    |
| Марта Нільсен      | стара      | Лідер Erit Lux , знаний як "Єва" | Барбара Нюссе           | Не з'являється       | Не з'являється       | Основний персонаж    |
| Магнус Нільсен     | підліток   | Старший син Ульріха і Катаріни, брат Марти і Міккеля, хлопець Франциски | Моріц Ян                | Основний персонаж    | Основний персонаж    | Основний персонаж    |
| Магнус Нільсен     | дорослий   | Член «Sic Mundus» | Вольфрам Кох            | Не з'являється       | Періодичний персонаж | Основний персонаж    |
| Міккель Нільсен    | дитина     | Молодший син Ульріха і Катаріни | Даан Леннард Лібренц    | Основний персонаж    | Основний персонаж    | Основний персонаж    |
| Міккель Нільсен    | дорослий   | Батько Йонаса, художник, вчинив самогубство | Себастьян Рудольф       | Основний персонаж    | Запрошена зірка      | Запрошена зірка      |
| Ульріх Нільсен     | підліток   | Учень середньої школи, у якого зник брат | Людґер Бекельманн       | Основний персонаж    | Не з'являється       | Запрошена зірка      |
| Ульріх Нільсен     | дорослий   | Чоловік Катерини, батько Магнуса, Марти і Міккеля; офіцер поліції | Олівер Мазуччі          | Основний персонаж    | Основний персонаж    | Основний персонаж    |
| Ульріх Нільсен     | старий     | Пацієнт психіатричної клініки на прізвисько Інспектор | Вінфрід Ґлятцедер       | Не з'являється       | Основний персонаж    | Періодичний персонаж |
| Катаріна Нільсен   | підліток   | Подруга Ульріха, учениця середньої школи | Вінфрід Ґлятцедер       | Основний персонаж    | Запрошена зірка      | Періодичний персонаж |
| Катаріна Нільсен   | доросла    | Дружина Ульріха; мати Магнуса, Марти і Міккеля; директор середньої школи | Йордіс Трібель          | Основний персонаж    | Основний персонаж    | Основний персонаж    |
| Тронте Нільсен     | підліток   | Син Агнес і Невідомого | Йоші Марлон             | Періодичний персонаж | Запрошена зірка      | Запрошена зірка      |
| Тронте Нільсен     | дорослий   | Чоловік Яни, батько Ульріха та Мадса, журналіст | Felix Kramer            | Основний персонаж    | Не з'являється       | Запрошена зірка      |
| Тронте Нільсен     | старий     | Чоловік Яни, батько Ульріха; дід Магнуса, Марти і Міккеля | Вальтер Креє            | Основний персонаж    | Запрошена зірка      | Періодичний персонаж |
| Яна Нільсен        | підліток   | Молода дівчинка | Ріке Зіндлер            | Періодичний персонаж | Не з'являється       | Запрошена зірка      |
| Яна Нільсен        | доросла    | Дружина Тронте, мати Ульріха та Мадса | Анна Лебінскі           | Основний персонаж    | Не з'являється       | Запрошена зірка      |
| Яна Нільсен        | стара      | Дружина Тронте, мати Ульріха, бабуся Магнуса, Марти і Міккеля | Tatja Seibt             | Основний персонаж    | Запрошена зірка      | Не з'являється       |
| Helene Albers      | дитина     | Молода вагітна дівчина | Mariella Aumann         | Не з'являється       | Не з'являється       | Запрошена зірка      |
| Helene Albers      | стара      | Жорстока мати Катарини; медсестра в психіатричній клініці | Katharina Spiering      | Не з'являється       | Запрошена зірка      | Основний персонаж    |
| Агнес Нільсен      | дитина     | Молодша сестра Ноя | Helena Pieske           | Не з'являється       | Запрошена зірка      | Не з'являється       |
| Агнес Нільсен      | стара      | Мати Тронте, повернулася в Вінден | Antje Traue             | Основний персонаж    | Періодичний персонаж | Періодичний персонаж |
| Франциска Допплер  | підліток   | Однокласниця Йонаса, Бартоша та Марти, дівчина Магнуса | Gina Alice Stiebitz     | Основний персонаж    | Основний персонаж    | Основний персонаж    |
| Франциска Допплер  | доросла    | Член «Sic Mundus» | Carina Wiese            | Не з'являється       | Основний персонаж    | Основний персонаж    |
| Елізабет Допплер   | дитина     | Молодша сестра Франциски, глухоніма, подруга Ясина Фріса | Carlotta von Falkenhayn | Основний персонаж    | Основний персонаж    | Основний персонаж    |
| Елізабет Допплер   | доросла    | Лідер вижилих після апокаліпсису, мати Шарлотти Доплер, кохана Ноя | Sandra Borgmann         | Не з'являється       | Основний персонаж    | Основний персонаж    |
| Петер Допплер      | підліток   | Син Гельґе, який після смерті матері приїхав до Віндена | Pablo Striebeck         | Не з'являється       | Не з'являється       | Запрошена зірка      |
| Петер Допплер      | дорослий   | Батько Франциски і Елізабет, психолог Йонаса | Stephan Kampwirth       | Основний персонаж    | Основний персонаж    | Основний персонаж    |
| Шарлотта Допплер   | підліток   | Дівчина, вихованка Г. Ґ. Таннгауса | Stephanie Amarell       | Основний персонаж    | Не з'являється       | Запрошена зірка      |
| Шарлотта Допплер   | доросла    | Дружина Петера, мати Франциски і Елізабет. Шеф поліції Віндена. Дочка Ноя | Karoline Eichhorn       | Основний персонаж    | Основний персонаж    | Основний персонаж    |
| Гельґе Допплер     | дитина     | Син Бернда і Ґрети, школяр | Tom Philipp             | Основний персонаж    | Періодичний персонаж | Періодичний персонаж |
| Гельґе Допплер     | доросла    | Батько Петера, охоронець на атомній станції | Peter Schneider         | Основний персонаж    | Періодичний персонаж | Запрошена зірка      |
| Гельґе Допплер     | старий     | Пацієнт психіатричної клініки | Hermann Beyer           | Основний персонаж    | Не з'являється       | Основний персонаж    |
| Бернд Допплер      | дорослий   | Чоловік Ґрети, батько Гельґе, засновник атомної станції | Anatole Taubman         | Основний персонаж    | Не з'являється       | Запрошена зірка      |
| Бернд Допплер      | старий     | Батько Гельґе, колишній директор атомної станції | Michael Mendl           | Періодичний персонаж | Запрошена зірка      | Запрошена зірка      |
| Грета Допплер      | доросла    | Дружина Бернда, мати Гельґе | Cordelia Wege           | Основний персонаж    | Періодичний персонаж | Запрошена зірка      |
| Г. Ґ. Таннгаус     | дорослий   | Годинникар | Arnd Klawitter          | Основний персонаж    | Запрошена зірка      | Періодичний персонаж |
| Г. Ґ. Таннгаус     | старий     | Опікун Шарлотти, годинникар і письменник | Christian Steyer        | Основний персонаж    | Запрошена зірка      | Основний персонаж    |
| Бартош Тідеманн    | підліток   | Син Регіни й Александра, онук Клавдії. Найкращий друг Йонаса, хлопець Марти | Paul Lux                | Основний персонаж    | Основний персонаж    | Основний персонаж    |
| Бартош Тідеманн    | дорослий   | Батько Ноя та Агнес; член Sic Mundus | Roman Knižka            | Не з'являється       | Запрошена зірка      | Періодичний персонаж |
| Регіна Тідеманн    | підліток   | Дочка Клавдії | Lydia Maria Makrides    | Основний персонаж    | Основний персонаж    | Запрошена зірка      |
| Регіна Тідеманн    | доросла    | Дружина Александра, мати Бартоша, менеджерка готелю | Deborah Kaufmann        | Основний персонаж    | Основний персонаж    | Основний персонаж    |
| Александр Тідеманн | підліток   | Таємничий незнайомець (справжнє ім'я — Борис Нівальд), який взяв собі ім'я Александр Келер                                                                                           | Béla Gabor Lenz         | Запрошена зірка      | Запрошена зірка      | Запрошена зірка      |
| Александр Тідеманн | дорослий   | Чоловік Регіни (у шлюбі взяв її прізвище), батько Бартоша, директор атомної станції                                                                                                  | Peter Benedict          | Основний персонаж    | Основний персонаж    | Основний персонаж    |
| Клаудія Тідеманн   | дитина     | Дочка Егона і Доріс, школярка-відмінниця, репетитор Хельге | Гвендолін Гебель        | Основний персонаж    | Запрошена зірка      | Запрошена зірка      |
| Клаудія Тідеманн   | доросла    | Мати Регіни, директор атомної станції | Julika Jenkins          | Основний персонаж    | Основний персонаж    | Основний персонаж    |
| Клаудія Тідеманн   | стара      | Мандрівниця в часі, опозиція «Sic Mundus» | Lisa Kreuzer            | Періодичний персонаж | Основний персонаж    | Періодичний персонаж |
| Егон Тідеманн      | дорослий   | Батько Клавдії, офіцер поліції | Sebastian Hülk          | Основний персонаж    | Періодичний персонаж | Періодичний персонаж |
| Егон Тідеманн      | старий     | Батько Клавдії, офіцер поліції у відставці | Christian Pätzold       | Основний персонаж    | Основний персонаж    | Періодичний персонаж |
| Доріс Тідеманн     | доросла    | Мати Клавдії і дружина Егона | Luise Heyer             | Основний персонаж    | Запрошена зірка      | Запрошена зірка      |
| Ной                | дитина     | Син Бартоша і Сільї | Till Patz               | Не з'являється       | Не з'являється       | Запрошена зірка      |
| Ной                | підліток   | Син Бартоша. Старший брат Аґнес, служитель Sic Mundus | Max Schimmelpfennig     | Не з'являється       | Основний персонаж    | Основний персонаж    |
| Ной                | дорослий   | Старший брат Аґнес, член «Sic Mundus», батько Шарлотти Допплер | Mark Waschke            | Основний персонаж    | Основний персонаж    | Основний персонаж    |
| Сілья Тідеманн     | дитина     | Донька Ханни та Егона, зведена сестра Йонаса та Клаудії | Aurora Dervisi          | Не з'являється       | Не з'являється       | Запрошена зірка      |
| Сілья Тідеманн     | підліток   | Перекладач Елізабет, знана як «дівчина з майбутнього» | Lea van Acken           | Запрошена зірка      | Основний персонаж    | Основний персонаж    |
| Сілья Тідеманн     | доросла    | Мати Ноя та Агнес | Lissy Pernthaler        | Не з'являється       | Не з'являється       | Запрошена зірка      |
| The Unknown        | дитина     | Син Йонас та Марти; член Erit Lux , який, як вважають, є причиною зривів у часі. Троє Невідомих діють разом, щоб забезпечити апокаліпсис у світах Адама та Єви.                      | Claude Heinrich         | Не з'являється       | Не з'являється       | Основний персонаж    |
| The Unknown        | дорослий   | Син Йонас та Марти; член Erit Lux , який, як вважають, є причиною зривів у часі. Троє Невідомих діють разом, щоб забезпечити апокаліпсис у світах Адама та Єви.                      | Jakob Diehl             | Не з'являється       | Не з'являється       | Основний персонаж    |
| The Unknown        | старий     | Син Йонас та Марти; член Erit Lux , який, як вважають, є причиною зривів у часі. Троє Невідомих діють разом, щоб забезпечити апокаліпсис у світах Адама та Єви.                      | Hans Diehl              | Не з'являється       | Не з'являється       | Основний персонаж    |
| W. Clausen         | дорослий   | Інспектор поліції подзвонив до Віндена, щоб розслідувати зниклих безвісти у 2019 році. Брат справжнього Олександра Келера, чию особу прийняв Борис Нівальд, нині Олександр Тідеманн. | Sylvester Groth         | Не з'являється       | Основний персонаж    | Не з'являється       |

## Сезони
| Сезон | Епізоди | Епізоди | Оригінальний випуск | Оригінальний випуск |
| ----- | ------- | ------- | ------------------- | ------------------- |
| 1     | 10      | 10      | 1 грудня 2017       | 1 грудня 2017       |
| 2     | 8       | 8       | 21 червня 2019      | 21 червня 2019      |
| 3     | 8       | 8       | 27 червня 2020      | 27 червня 2020      |

### 1 сезон (2017)
| № серії (загалом) | № серії (в сезоні) | Назва серії                                                        | Режисер(и)    | Сценарист(и)                  | Оригінальна дата виходу |
| ----------------- | ------------------ | ------------------------------------------------------------------ | ------------- | ----------------------------- | ----------------------- |
| 1                 | 1                  | «Secrets» «Geheimnisse»                                            | Baran bo Odar | Jantje Friese                 | 1 грудня 2017           |
| 2                 | 2                  | «Lies» «Lügen»                                                     | Baran bo Odar | Jantje Friese & Ronny Schalk  | 1 грудня 2017           |
| 3                 | 3                  | «Past and Present» «Gestern und Heute»                             | Baran bo Odar | Jantje Friese & Marc O. Seng  | 1 грудня 2017           |
| 4                 | 4                  | «Double Lives» «Doppelleben»                                       | Baran bo Odar | Martin Behnke & Jantje Friese | 1 грудня 2017           |
| 5                 | 5                  | «Truths» «Wahrheiten»                                              | Baran bo Odar | Martin Behnke & Jantje Friese | 1 грудня 2017           |
| 6                 | 6                  | «Sic Mundus Creatus Est»                                           | Baran bo Odar | Jantje Friese & Ronny Schalk  | 1 грудня 2017           |
| 7                 | 7                  | «Crossroads» «Kreuzwege»                                           | Baran bo Odar | Jantje Friese & Marc O. Seng  | 1 грудня 2017           |
| 8                 | 8                  | «As You Sow, so You Shall Reap» «Was man sät, das wird man ernten» | Baran bo Odar | Martin Behnke & Jantje Friese | 1 грудня 2017           |
| 9                 | 9                  | «Everything Is Now» «Alles ist Jetzt»                              | Baran bo Odar | Jantje Friese & Marc O. Seng  | 1 грудня 2017           |
| 10                | 10                 | «Alpha and Omega» «Alpha und Omega»                                | Baran bo Odar | Jantje Friese & Ronny Schalk  | 1 грудня 2017           |

### 2 сезон (2019)
| № серії (загалом) | № серії (в сезоні) | Назва серії                                  | Режисер(и)    | Сценарист(и)                   | Оригінальна дата виходу |
| ----------------- | ------------------ | -------------------------------------------- | ------------- | ------------------------------ | ----------------------- |
| 11                | 1                  | «Beginnings and Endings» «Anfänge und Enden» | Baran bo Odar | Jantje Friese & Daphne Ferraro | 21 червня 2019          |
| 12                | 2                  | «Dark Matter» «Dunkle Materie»               | Baran bo Odar | Jantje Friese & Ronny Schalk   | 21 червня 2019          |
| 13                | 3                  | «Ghosts» «Gespenster»                        | Baran bo Odar | Jantje Friese & Marc O. Seng   | 21 червня 2019          |
| 14                | 4                  | «The Travelers» «Die Reisenden»              | Baran bo Odar | Jantje Friese & Martin Behnke  | 21 червня 2019          |
| 15                | 5                  | «Lost and Found» «Vom Suchen und Finden»     | Baran bo Odar | Jantje Friese & Ronny Schalk   | 21 червня 2019          |
| 16                | 6                  | «An Endless Cycle» «Ein unendlicher Kreis»   | Baran bo Odar | Jantje Friese & Martin Behnke  | 21 червня 2019          |
| 17                | 7                  | «The White Devil» «Der weiße Teufel»         | Baran bo Odar | Jantje Friese & Marc O. Seng   | 21 червня 2019          |
| 18                | 8                  | «Endings and Beginnings» «Enden und Anfänge» | Baran bo Odar | Jantje Friese & Daphne Ferraro | 21 червня 2019          |

### 3 сезон (2020)
| № серії (загалом) | № серії (в сезоні) | Назва серії                             | Режисер(и)    | Сценарист(и)                 | Оригінальна дата виходу |
| ----------------- | ------------------ | --------------------------------------- | ------------- | ---------------------------- | ----------------------- |
| 19                | 1                  | «Deja-vu»                               | Baran bo Odar | Jantje Friese                | 27 червня 2020          |
| 20                | 2                  | «The Survivors» «Die Überlebenden»      | Baran bo Odar | Jantje Friese & Marc O. Seng | 27 червня 2020          |
| 21                | 3                  | «Adam and Eva» «Adam und Eva»           | Baran bo Odar | Jantje Friese                | 27 червня 2020          |
| 22                | 4                  | «The Origin» «Der Ursprung»             | Baran bo Odar | Jantje Friese                | 27 червня 2020          |
| 23                | 5                  | «Life and Death» «Leben und Tod»        | Baran bo Odar | Jantje Friese                | 27 червня 2020          |
| 24                | 6                  | «Light and Shadow» «Licht und Schatten» | Baran bo Odar | Jantje Friese & Marc O. Seng | 27 червня 2020          |
| 25                | 7                  | «In Between Time» «Zwischen der Zeit»   | Baran bo Odar | Jantje Friese                | 27 червня 2020          |
| 26                | 8                  | «Paradise» «Das Paradies»               | Baran bo Odar | Jantje Friese                | 27 червня 2020          |

## Виробництво
У лютому 2016 року Netflix замовив перший сезон серіалу, що складається з десяти епізодів. Знімання почали 18 жовтня 2016 року в Берліні й землі Бранденбург і завершили наприкінці березня 2017 року.

## Реліз
Прем'єра серіалу відбулася 1 грудня 2017 на Netflix.
20 грудня 2017 року Netflix офіційно оголосив про продовження серіалу на другий сезон. Прем'єра другого сезону відбулася 21 червня 2019 року. 24 червня 2019 року почали знімання 3 сезону, який стане фінальним.

## Критика
Перший сезон отримав переважно позитивні відгуки критиків; його часто порівнювали з серіалами «Твін Пікс» і «Дивні дива». Особливо відзначали тон серіалу, а також складність і темп оповіді. Багато критиків визнали серіал глибшим і темнішим, ніж «Дивні дива», і більш схожим за тоном на «Твін Пікс».
Велика частина критики спрямована проти великовагового підходу серіалу до посилу, відсутність більш-менш позитивних персонажів і неоригінальність окремих аспектів серіалу.
На сайті-агрегаторі Rotten Tomatoes рейтинг першого сезону становить 88 % з середнім балом 7,14 з 10, на основі 42 рецензій.